# Sexy MF
Sexy MF (Sexy Motherfucker) är en låt av Prince and The New Power Generation, utgiven som singel den 30 juni 1992. Singeln är den första från albumet Love Symbol. Singeln nådde fjärde plats på UK Singles Chart.

## Låtlista

### Singel
1. "Sexy MF"
2. "Strollin'"

### Maxisingel
1. "Sexy MF"
2. "Strollin'"
3. "Daddy Pop"